# Tramwaje w Sydney
Tramwaje w Sydney – system tramwajowy działający w australijskim mieście Sydney. Pierwotny system działał w latach 1861–1961. Obecny system zwany jako Sydney light rail network lub Sydney Light Rail działa od 1997 roku.

## Historia

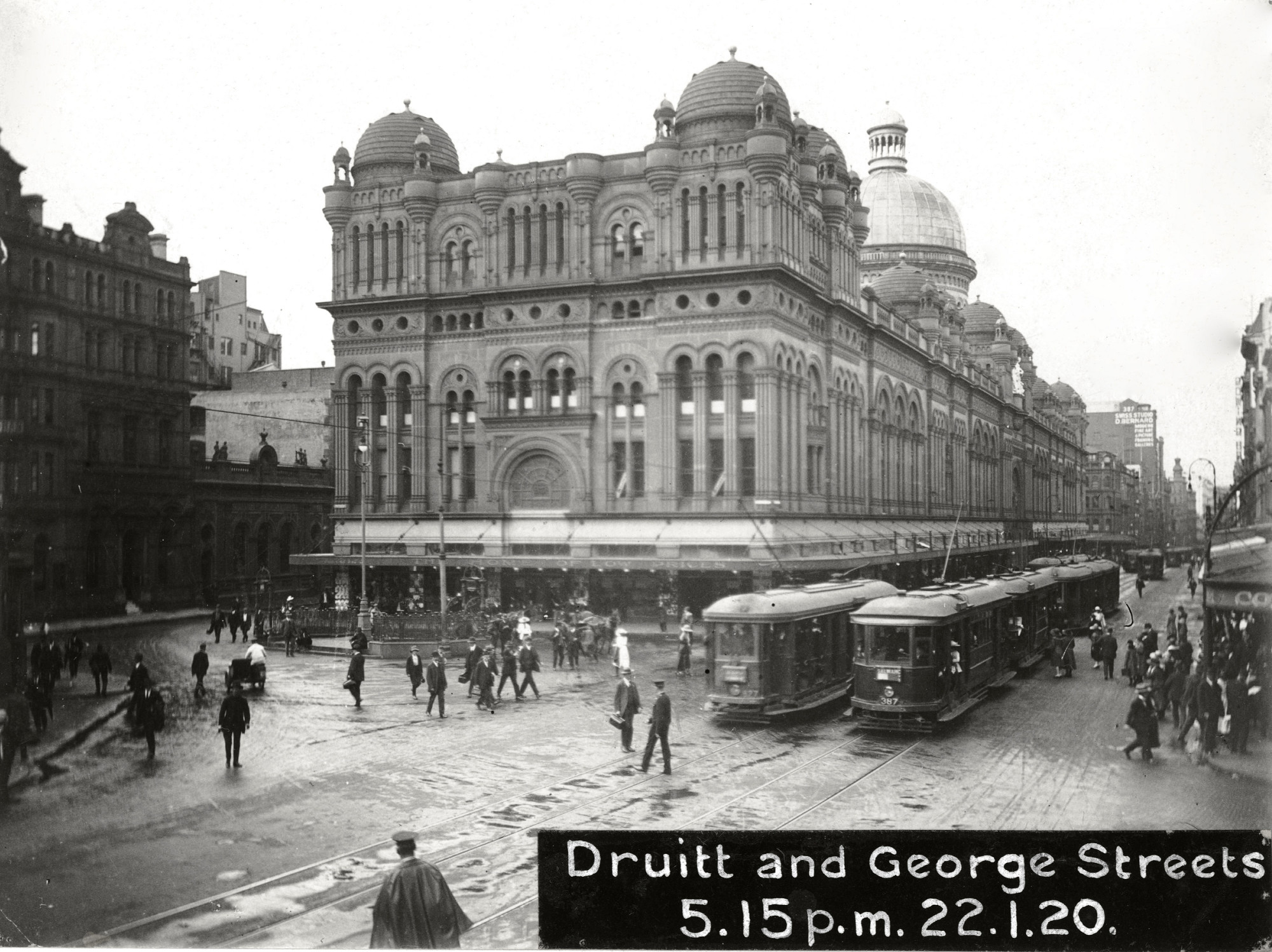
Tramwaje w Sydney w 1920 r.

Pierwszą linię tramwajową w Sydney otwarto w 1861. Linia tramwaju konnego połączyła dworzec kolejowy przy Pitt street z portem morskim Circular Quay. W 1866 linię zlikwidowano. W 1879 r. rząd Nowej Południowej Walii wybudował linię tramwaju parowego. Linia połączyła Redfern z Botanic Garden. Do obsługi linii zakupiono w Stanach Zjednoczonych 4 lokomotywy parowe i 6 piętrowych wagonów pasażerskich. Wkrótce zbudowano kolejne linie. Elektryfikację systemu rozpoczęto w 1898 r., a pierwszą zelektryfikowaną trasę z Randwick do Wawerly otwarto w listopadzie 1890. Ostatnie tramwaje parowe zlikwidowano w 1905 r. W następnych latach sieć znacznie rozbudowano. W 1932 r. połączono dotychczas osobne sieci po obu stronach Zatoki Sydney poprzez most Harbour Bridge. W latach 30. XX w. i w czasie II wojny światowej zlikwidowano kilka linii. W 1933 r. w mieście było 290 km tras tramwajowych. Na przełomie 1944 i 1945 r. sieć tramwajowa osiągnęła swe największe rozmiary, w mieście eksploatowano 1535 tramwajów i był to drugi co do wielkości system tramwajowy na świecie zaraz po sieci tramwajowej w Londynie. W 1957 r. podjęto decyzję o likwidacji całej sieci w ciągu 4 lat, lecz likwidacja poszczególnych odcinków trwała od 1939. Ostatni tramwaj zjechał do zajezdni z linii City – La Perouse 25 lutego 1961.
W mieście działa muzeum tramwajów (Sydney Tramway Museum).

## Współczesna sieć
W 1994 r. wydano zgodę na budowę linii tramwajowej na trasie byłej linii kolejowej. Spółka, która otrzymała zgodę Sydney Light Rail Company miała też zarządzać linią przez 30 lat. Linię o długości 3,6 km otwarto 31 sierpnia 1997. Linia połączyła Central Station z Wentworth. Pod koniec 1999 rozpoczęto budowę przedłużenia linii od przystanku Wentworth w kierunku zachodnim do przystanku Lilyfield. Przedłużenie otwarto w 2000. Obecnie linia ma 6,7 km długości i 14 przystanków.

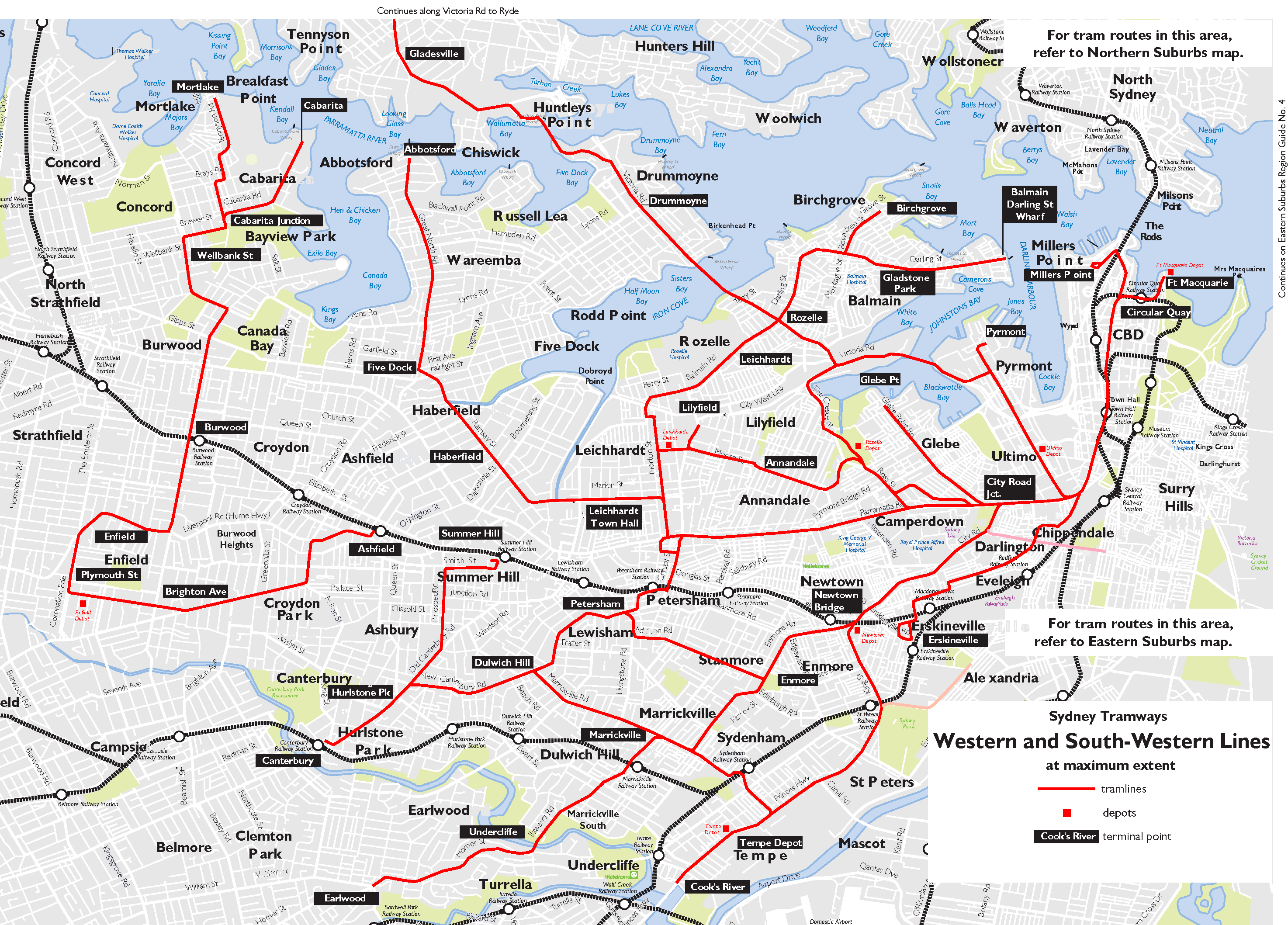
Schemat sieci tramwajowej w zachodniej części Sydney
Schemat istniejącej linii

## Tabor
Linie obsługiwane są przez tabor: Alstom Citadis i CAF Urbos.